# Șuletea (gmina)
Șuletea – gmina w Rumunii, w okręgu Vaslui. Obejmuje miejscowości Fedești, Jigălia, Rășcani i Șuletea. W 2011 roku liczyła 2288 mieszkańców.